# Augustin Deleanu
Augustin Pax Deleanu (ur. 23 sierpnia 1944 w Măgurele, zm. 27 marca 2014 w Bukareszcie) – piłkarz rumuński grający na pozycji lewego obrońcy. W swojej karierze rozegrał 25 meczów w reprezentacji Rumunii.

## Kariera klubowa
Karierę piłkarską Deleanu rozpoczął w klubie Steaua Bukareszt. Trenował tam w juniorach, a następnie został piłkarzem klubu CSMS Jassy, który w 1967 roku zmienił nazwę na Politehnica Jassy. W 1963 roku awansował do kadry pierwszej drużyny. 24 listopada 1963 roku zadebiutował w pierwszej lidze rumuńskiej w wygranym 1:0 domowym meczu z Petrolulem Ploeszti. W 1967 roku spadł z Politehniką do drugiej ligi, ale w sezonie 1968/1969 ponownie grał z nią w ekstraklasie Rumunii.
Latem 1969 roku Deleanu przeszedł z Politehniki Jassy do Dinama Bukareszt. Swój pierwszy sukces ze stołecznym klubem osiągnął w sezonie 1970/1971, gdy wywalczył z nim mistrzostwo Rumunii. Mistrzem kraju z Dinamem był także w sezonie 1972/1973 i w sezonie 1974/1975. W 1976 roku odszedł z Dinama do zespołu Jiul Petroszany. Grał w nim w sezonie 1976/1977, a latem 1977 zakończył w nim swoją karierę sportową.
| Sezon   | Klub              | Kraj    | Rozgrywki | Mecze | Bramki |
| ------- | ----------------- | ------- | --------- | ----- | ------ |
| 1963/64 | CSMS Jassy        | Rumunia | Divizia A | 13    | 2      |
| 1964/65 | CSMS Jassy        | Rumunia | Divizia A | 26    | 0      |
| 1965/66 | CSMS Jassy        | Rumunia | Divizia A | 23    | 1      |
| 1966/67 | CSMS Jassy        | Rumunia | Divizia A | 25    | 2      |
| 1967/68 | Politehnica Jassy | Rumunia | Divizia B | 18    | 0      |
| 1968/69 | Politehnica Jassy | Rumunia | Divizia A | 29    | 6      |
| 1969/70 | Dinamo Bukareszt  | Rumunia | Divizia A | 27    | 2      |
| 1970/71 | Dinamo Bukareszt  | Rumunia | Divizia A | 27    | 3      |
| 1971/72 | Dinamo Bukareszt  | Rumunia | Divizia A | 25    | 1      |
| 1972/73 | Dinamo Bukareszt  | Rumunia | Divizia A | 23    | 0      |
| 1973/74 | Dinamo Bukareszt  | Rumunia | Divizia A | 34    | 1      |
| 1974/75 | Dinamo Bukareszt  | Rumunia | Divizia A | 33    | 0      |
| 1975/76 | Dinamo Bukareszt  | Rumunia | Divizia A | 9     | 0      |
| 1976/77 | Jiul Petroszany   | Rumunia | Divizia A | 31    | 0      |

## Kariera reprezentacyjna
W reprezentacji Rumunii Deleanu zadebiutował 26 listopada 1966 roku w przegranym 1:3 meczu eliminacji do Euro 68 z Włochami. W 1970 roku został powołany do kadry na Mistrzostwa Świata 1970, jednak nie wystąpił na nich w żadnym meczu. Od 1966 do 1973 roku rozegrał w kadrze narodowej 25 spotkań.